# Hospital Regional Ushuaia Gobernador Ernesto Campos
El Hospital Regional Ushuaia Gobernador Ernesto Campos es un hospital público de la ciudad de Ushuaia, capital de la provincia argentina de Tierra del Fuego, Antártida e Islas del Atlántico Sur. Se encuentra en la intersección de la avenida 12 de Octubre y la calle Maipú.

## Historia
El Hospital Regional Ushuaia fue inaugurado el 10 de mayo de 1975. El 20 de enero de 1987 le fue impuesto el nombre “Ernesto Manuel Campos”, en homenaje al natalicio del exgobernador.